# ATC kód M05
ATC kód M05 Léčiva k terapii nemocí kostí je hlavní terapeutická skupina anatomické skupiny M. Muskuloskeletální systém.

## M05B Léčiva ovlivňující stavbu a mineralizaci kosti

### M05BA Bisfosfonáty
M05BA02 Kyselina klodronová
M05BA03 Kyselina pamidronová
M05BA04 Kyselina alendronová
M05BA06 Kyselina ibandronová
M05BA07 Kyselina risedronová
M05BA08 Kyselina zoledronová

### M05BB Bisfosfonáty, kombinace
M05BB03 Kyselina alendronová a cholekalciferol

### M05BX Jiná léčiva ovlivňující stavbu a mineralizaci kosti
M05BX03 Stroncium ranelát

## Poznámka
- Registrované léčivé přípravky na území České republiky.
- Informační zdroj: Státní ústav pro kontrolu léčiv, Všeobecná zdravotní pojišťovna.